# Kedokan Sayang
Kedokan Sayang is een bestuurslaag in het regentschap Tegal van de provincie Midden-Java, Indonesië. Kedokan Sayang telt 4661 inwoners (volkstelling 2010).